# 阿贡一世
阿贡一世（约公元前18世纪早期在位）（英語：Agum I）加喜特国王，在位约22年。他是加喜特人移居美索不达米亚之后的第二任国王。